# カマル・ハーン＝マゴメドフ
カマル・ハーン＝マゴメドフ（ロシア語: Камал Хан-Магомедов、1986年6月17日 - ）はロシアの柔道選手。階級は66kg級。ダゲスタン共和国デルベント出身のタバサラン人とアゼルバイジャン人のハーフ。

## 人物
2010年の世界団体では3位になった。その後も国際大会で一定の活躍をするものの、2012年のロンドンオリンピックには出場できなかった。2013年のヨーロッパ選手権66kg級では2位になった。2014年に地元ロシアで開催された世界選手権では、準々決勝で同僚のミハイル・プリャエフに敗れたものの、敗者復活戦を勝ち上がって3位になった。

## 主な戦績
- 2008年 - オランダ国際　3位
- 2009年 - ワールドカップ・バーミンガム　3位
- 2010年 - グランドスラム・パリ　5位
- 2010年 - ワールドカップ・カイロ　優勝
- 2010年 - ワールドカップ・アルマトイ　優勝
- 2010年 - 世界団体　3位
- 2010年 - ワールドカップ・アピア　優勝
- 2010年 - グランプリ・青島　2位
- 2011年 - ワールドマスターズ　5位
- 2011年 - ワールドカップ・ワルシャワ　3位
- 2011年 - グランプリ・デュッセルドルフ　3位
- 2011年 - グランプリ・アムステルダム　5位
- 2012年 - グランドスラム・パリ　5位
- 2012年 - グランドスラム・モスクワ　3位
- 2012年 - ワールドカップ・アピア　優勝
- 2012年 - グランプリ・青島　3位
- 2013年 - グランプリ・サムスン　3位
- 2013年 - ヨーロッパ選手権　2位
- 2013年 - グランプリ・青島　3位
- 2014年 - グランプリ・トビリシ　5位
- 2014年 - グランドスラム・バクー　2位
- 2014年 - グランドスラム・チュメニ　5位
- 2014年 - 世界選手権　3位
- 2014年 - 世界団体 2位
- 2016年 -　グランプリ・ハバナ　優勝
- 2016年 -　ワールドマスターズ　5位

(出典、JudoInside.com)。